# Kader Camara
Abdoul Kader Camara (ur. 18 marca 1982 w Konakry) – piłkarz gwinejski grający na pozycji pomocnika.

## Kariera klubowa
Karierę piłkarską Camara rozpoczął w klubie Vasco de Conakry. Następnie był zawodnikiem Athlético de Coléah oraz młodzieżowej drużyny Vitesse Arnhem. W 2000 roku przeszedł do belgijskiego KRC Harelbeke, w którym zadebiutował w pierwszej lidze belgijskiej, ale rok później spadł z nim do drugiej ligi (klub zmienił wówczas nazwę na KRC Zuid-West-Vlaanderen). W 2002 roku odszedł do Cercle Brugge, z którym w 2003 roku wywalczył awans z drugiej do pierwszej ligi. W 2004 roku odszedł z Cercle do KSK Heusden-Zolder, gdzie grał do końca 2005 roku. Na początku 2006 roku został piłkarzem ROC Charleroi-Marchienne, a latem tamtego roku przeszedł do KFC Dessel Sport.
W 2007 roku Camara wyjechał do Azerbejdżanu i podpisał kontrakt z zespołem FK Qəbələ. W 2009 roku został wypożyczony z Qəbələ do Olimpiku Baku, a na początku 2010 wrócił do macierzystego klubu.

## Kariera reprezentacyjna
W reprezentacji Gwinei Camara zadebiutował w 2004 roku. W 2004 roku podczas Pucharu Narodów Afryki 2004 był rezerwowym zawodnikiem i rozegrał jedno spotkanie, z Rwandą (1:1).